# Danny Lohner
Daniel Patrick Lohner (született: 1970. december 13., Corpus Christi, Texas) leginkább Danny Lohner néven ismert, basszusgitáron, gitáron, billentyűkön játszó indusztriális zenész. Trent Reznor munkatársa volt számos alkalommal, a Nine Inch Nails zenekarban és az abbamaradt Tapeworm projektben egyaránt. Játszott még a Killing Joke és a Methods of Mayhem zenekarokban, alapító tagja volt az azóta megszűnt industrial-thrash indíttatású Skrew, valamint tagja volt a texasi thrash metal Angkor Wat zenekaroknak.
Közreműködött Marilyn Manson áttörést hozó Antichrist Superstar c. albumán, mint ahogy a Nine Inch Nails többsége is, Trent Reznor Marilyn Mansonhoz való kötődése kapcsán, akit Reznor mentorként segített a zene világában. Lohner hallható akusztikus gitáron a „The Reflecting God” c. számban.
Továbbá, Renholdër álnéven ("re:d.lohner" visszafelé) remixeket készít különböző művészek számára, mint például az ugyanezzel a címmel szereplő dal az A Perfect Circle Mer de Noms c. debütáló albumán. Eddig az összes A Perfect Circle albumon közreműködött valamilyen formában, és színpadon is szerepelt velük.
Jelenleg a Puscifer projekt stúdió munkáiban segít hangmérnökként, illetve zenészként, énekesként is, ha szükséges.
2003 folyamán Lohner a The Damning Well nevű projektben olyan zenészekkel dolgozott együtt, mint Richard Patrick a Filterből, Wes Borland a Limp Bizkitből és Josh Freese az A Perfect Circle-ből. Összesen 14 dalt vettek fel (ezek felén Richard Patrick helyett Amy Lee énekel az Evanescence zenekarból), de ezek közül csak egy jelent meg („Awakening”), amely az Underworld c. filmzenén szerepel. Eddig még nincs tervben a többi dal kiadása.
2005-ben és 2006-ban Lohner egy Black Light Burns nevű projektben vett részt Wes Borland-del, amelyben produceri szerepet is vállalt a gitározás, basszusgitározás, szintetizátorozás, programozás stb. mellett. A tagok közt olyan zenészek szerepelnek még, mint Josh Eustis a Telefon Tel Avivból, valamint Josh Freese. Tervben van egy megjelenés valamikorra 2006-2007-ben. Ezt várhatóan egy világturné követi.
Lohner a japán rockénekessel, Hyde-dal is dolgozott együtt 2005-2006-ban, amikor basszusgitárosként működött közre Craig Adams mellett Hyde FAITH c. új albumán.